# Braziliaanse cavia
De Braziliaanse cavia (Cavia aperea) is een caviasoort uit Zuid-Amerika. Cavia aperea is met een ander onbekend dier in Zuid-Amerika gekruist om de bekende huiscavia te fokken.

## Kenmerken
Het dier heeft een grote kop met een stompe snuit, korte poten met 4 voor- en 3 achtertenen en geen staart. De lange, ruige vacht is donker grijsbruin tot zwart. De lichaamslengte bedraagt 20 tot 30 cm en het gewicht 500 tot 600 gram.

## Leefwijze
Hun voedsel bestaat uit bladen, gras, zaden, bloemen en bast.

## Voortplanting
Elk dier maakt zijn eigen nest. Een worp bestaat meestal uit 2 tot 3 jongen, na een draagtijd van 63 tot 71 dagen.

## Verspreiding
Deze soort komt algemeen voor in de bergachtige, ruige graslanden van Argentinië, Brazilië, Colombia, Ecuador, Paraguay en Uruguay. Ze leven daar in groepen dicht op elkaar, waarin ze samen vaste looproutes aanleggen.